# Kultura mołodowska

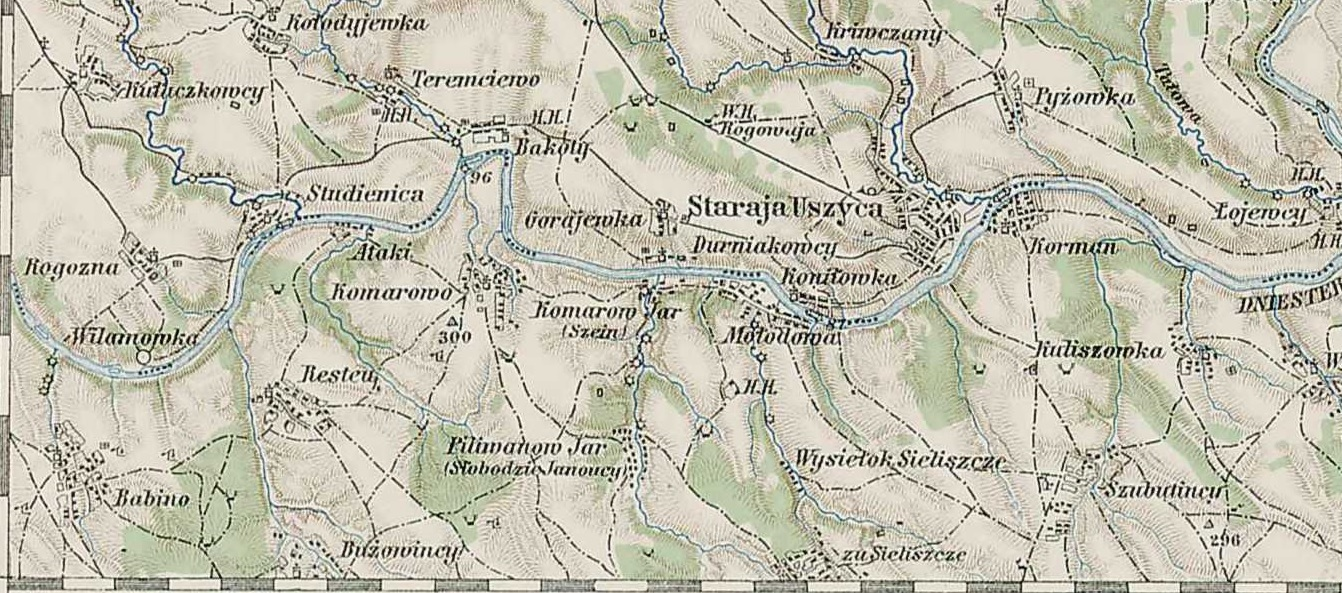
Mołodowa na mapie z 1910 r.

Kultura mołodowska – genezy kultury mołodowskiej należy szukać w miejscowym podłożu graetienu z ostrzami z zadziorem. Nazwa tej kultury związana jest z eponimicznym stanowiskiem Mołodowa V położonego nad środkowym Dniestrem na Ukrainie.
Nazwa pochodzi od wsi Mołodawa, która została zalana przez Zalew Dniestrowski i obecnie nie istnieje.  Miejscowość położona była na południe od miasta Stara Uszyca, po drugiej stronie Dniestru. Od miejscowości pochodzi również nazwa rezerwatu krajobrazowego Mołodiwskij jar (Молодівський яр). Jar położony jest na północno-wschodnich obrzeżach miejscowości Brataniwka (Братані́вка).w rejonie sokiriańskim w obwodzie czerniowieckim. 
Rozwój kultury mieści się w przedziale od ok. 20 tys. lat temu do końca plejstocenu. Zespół zjawisk kulturowych utożsamianych z kulturą mołodowską obejmował swym zasięgiem tereny dzisiejszej Ukrainy (stanowisko Korman IV), Mołdawii (stanowisko Cosaucy) oraz Rumunii (stanowisko Crasnoleuca Buda). Inwentarz kamienny reprezentowany jest przez kamienie żarnowe i rozcieracze. Inwentarz kościany tej kultury reprezentowany jest przez kościane oprawy narzędzi kamiennych i ostrza oszczepów. Ludność kultury mołodowskiej lokalizowała swoje obozowiska na terenie lessowych terasach Dniestru, Prutu itp. Gospodarka kultury mołodowskiej oparta była na polowaniach na renifery oraz konie a także na pożywieniu roślinnym o czym świadczyć mogą znaleziska żaren i rozcieraczy. 